# Poincaré (cráter)

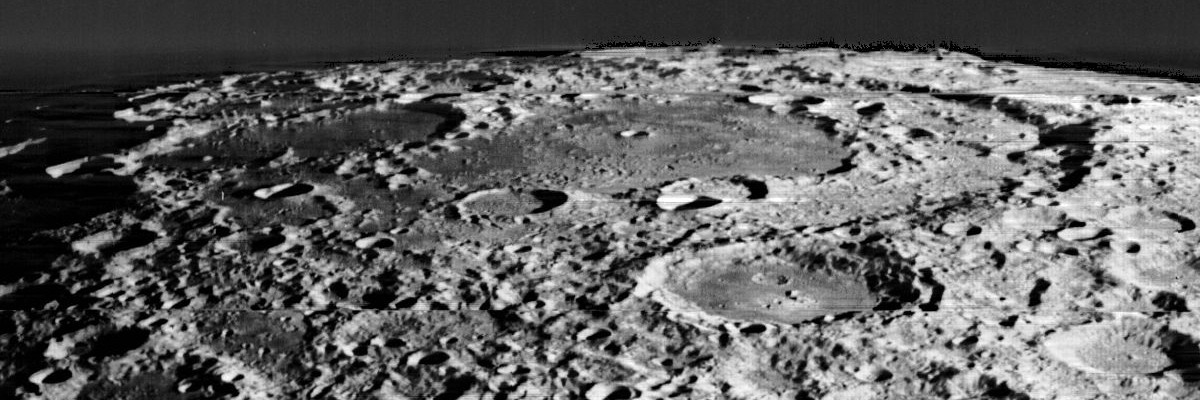
Vista oblicua desde el Lunar Orbiter 2, mirando al sur

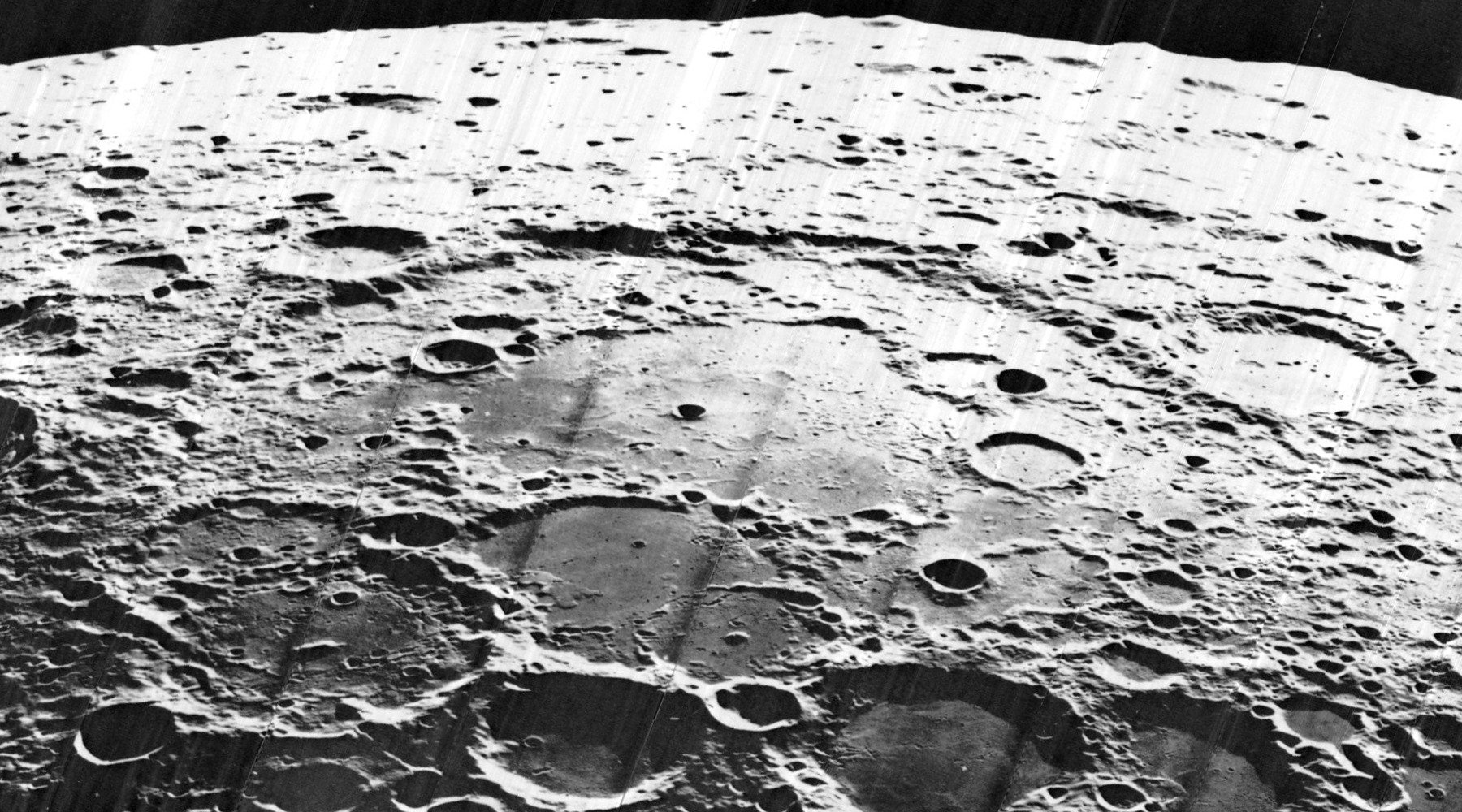
Vista oblicua desde el Lunar Orbiter 5, mirando al oeste

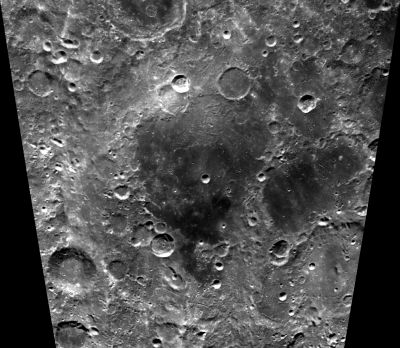
Fotografía de la misión Clementine (1994)

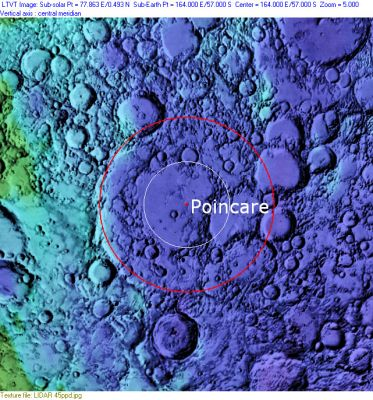
Anillos concéntricos en el entorno de Poincaré

Poincaré es una gran cuenca de impacto perteneciente al hemisferio sur de la cara oculta de la Luna. La mayor parte de la formación ha sido fuertemente erosionada por impactos posteriores, dejando un cráter desfigurado con tan solo algunos restos accidentados del borde externo original al oeste.
El entorno de Poincaré incluye varios cráteres notables. Al norte se halla el cráter Hopmann, mientras que los cráteres Abbe y Hess se encuentran al este. Directamente al oeste aparece Planck, con una llanura amurallada de dimensiones similares a Poincaré. Ambas formaciones son lo suficientemente grandes como para haber formado un pequeño mar lunar en la cara visible de la Luna.
|  |  |

La mitad oriental ha sido completamente erosionada, con gran parte del interior reconstituido por flujos de lava. Esta superficie tiene un albedo más bajo que el terreno circundante, dándole un aspecto oscuro. Una pequeña serie montañosa que atraviesa la sección este del suelo en dirección norte-sur,  posiblemente sea el remanente de un anillo interno.

## Cráteres satélite
Por convención estos elementos son identificados en los mapas lunares poniendo la letra en el lado del punto medio del cráter que está más cercano a Poincaré.
|          | \| Poincaré \| Coordenadas \| Diámetro \| \| -------- \| ------------------------------- \| -------- \| \| C \| 54°24′S 169°00′E / -54.4, 169.0 \| 20 km \| \| E \| 56°36′S 171°06′E / -56.6, 171.1 \| 60 km \| \| F \| 57°54′S 168°36′E / -57.9, 168.6 \| 95 km \| \| J \| 59°24′S 168°42′E / -59.4, 168.7 \| 20 km \| \| Q \| 59°18′S 160°54′E / -59.3, 160.9 \| 26 km \| \| X \| 53°48′S 161°54′E / -53.8, 161.9 \| 19 km \| \| Z \| 53°42′S 164°54′E / -53.7, 164.9 \| 35 km \| |          |
| Poincaré | Coordenadas | Diámetro |
| C        | 54°24′S 169°00′E / -54.4, 169.0 | 20 km    |
| E        | 56°36′S 171°06′E / -56.6, 171.1 | 60 km    |
| F        | 57°54′S 168°36′E / -57.9, 168.6 | 95 km    |
| J        | 59°24′S 168°42′E / -59.4, 168.7 | 20 km    |
| Q        | 59°18′S 160°54′E / -59.3, 160.9 | 26 km    |
| X        | 53°48′S 161°54′E / -53.8, 161.9 | 19 km    |
| Z        | 53°42′S 164°54′E / -53.7, 164.9 | 35 km    |

Cráteres renombrados por la UAI:
- Cráter satélite Poincaré R[1] - Véase Cailleux (cráter)